# 45
45 (XLV) var ett normalår som började en fredag i den julianska kalendern.

## Händelser

### Okänt datum
- Galba blir befälhavare över Legio III Augusta.
- Salzburg (Juvavum) får status av romerskt municipium.
- Den romerske kejsaren Claudius förvisar judarna från Rom.
- Den romerska senaten håller möten angående markspekulationen i Rom.
- Paulus påbörjar sina missionsresor (enligt traditionell datering).
- Kejsar Claudius grundar staden Szombathely i nuvarande Ungern.
- Den kinesiske generalen Ma Yuan genomför fälttåg mot Xiongnu- och Xianbeifolken (i Manchuriet).

## Födda
- Statius, latinsk poet
- Plutarchos, grekisk historiker och biograf

## Avlidna
- Julia Livia (avrättad), systerdotter till Claudius (eller 43/44)